# أبو عبيد الثقفي
أبو عبيد بن مسعود الثقفي، (ت 13 هـ)، صحابي، أسلم في عهد النبي محمد، وهو والد المختار بن أبي عبيد وصفية بنت أبي عبيد، قُتِل في موقعة الجسر عام 13 هـ.

## سيرته ومقتله
هو أَبو عُبَيد بن مسعود بن عَمْرو بن عُمَير بن عَوف بن عُقْدة بن غِيَرَةَ بن عوف بن ثقيفٍ الثَّقَفي. وله من الأخوة الحكم الذي قتل يوم الجسر، وله من الأخوات برزة التي تزوجها صفوانُ بن أميّة بن خلف وأسلمت برزة وبايعت رسول الله في حجة الوداع.
تزوج أبو عبيد من دومة بنت عمرو بن وهب، وكان قبل تزوجه إياها يختار نساء قومه فرأى في منامه قائلًا يقول له: «تزوج دومه. فإنها عظيمة الحومه. لا يسمع فيها من لائم لومه». فتزوجها، فأنجبت له المختار. وتزوج أيضًا من عَاتِكة أو عليلة بنت أَسِيد بن أَبِي العِيص فأنجبت له صفية. ومن أولاده أيضًا جَبْر الذي قتل في يوم الجسر، وذكر أحمد بن أعثم أن له من الأولاد أيضًا مالك ووهب وأنهما قتلا يوم الجسر.
أَسلم في عهد رسولِ الله، وجاء في بعض الروايات أن أبو عبيد حمل ابنه المختار وهو صغير فوضعه بين يدي علي بن أبي طالب فمسح يده على رأسه وقال: «كيس كيس».
استعمله عمر بن الخطاب سنة ثلاث عشرة، وسار إِلى العراق في جيش كثيف، فيهم جماعة من أَهل بدر، وإِليه ينسب الجسر المعروف بجسر أَبي عُبَيد. فقُتِل أبو عبيد وأخوه الحكم وابنه جبر يوم الجسر. وذكر أحمد بن أعثم أن مالك ووهب ابني أبو عبيد قتلا يوم الجسر مع أبيهم أيضًا.